# Tupiniquim-Weg
Der Tupiniquim-Weg, portugiesisch Trilha dos Tupiniquins, war ein Zweig des Peabiru-Wegs, der während der Vorherrschaft der Tupi-Völker im südlichen Brasilien entstand. Er stellt die älteste Verbindung zwischen der Küste von São Vicente (heute Baixada Santista) und der Hochebene dar, die schon vor der Kolonialzeit von den Tupi genutzt wurde, um im Westen den Paraná und im Osten die brasilianische Küste zu erreichen. Die Reise zwischen Küste und Hochebene dauerte zwei Tage hinauf und einen Tag hinunter.

## Wegverlauf

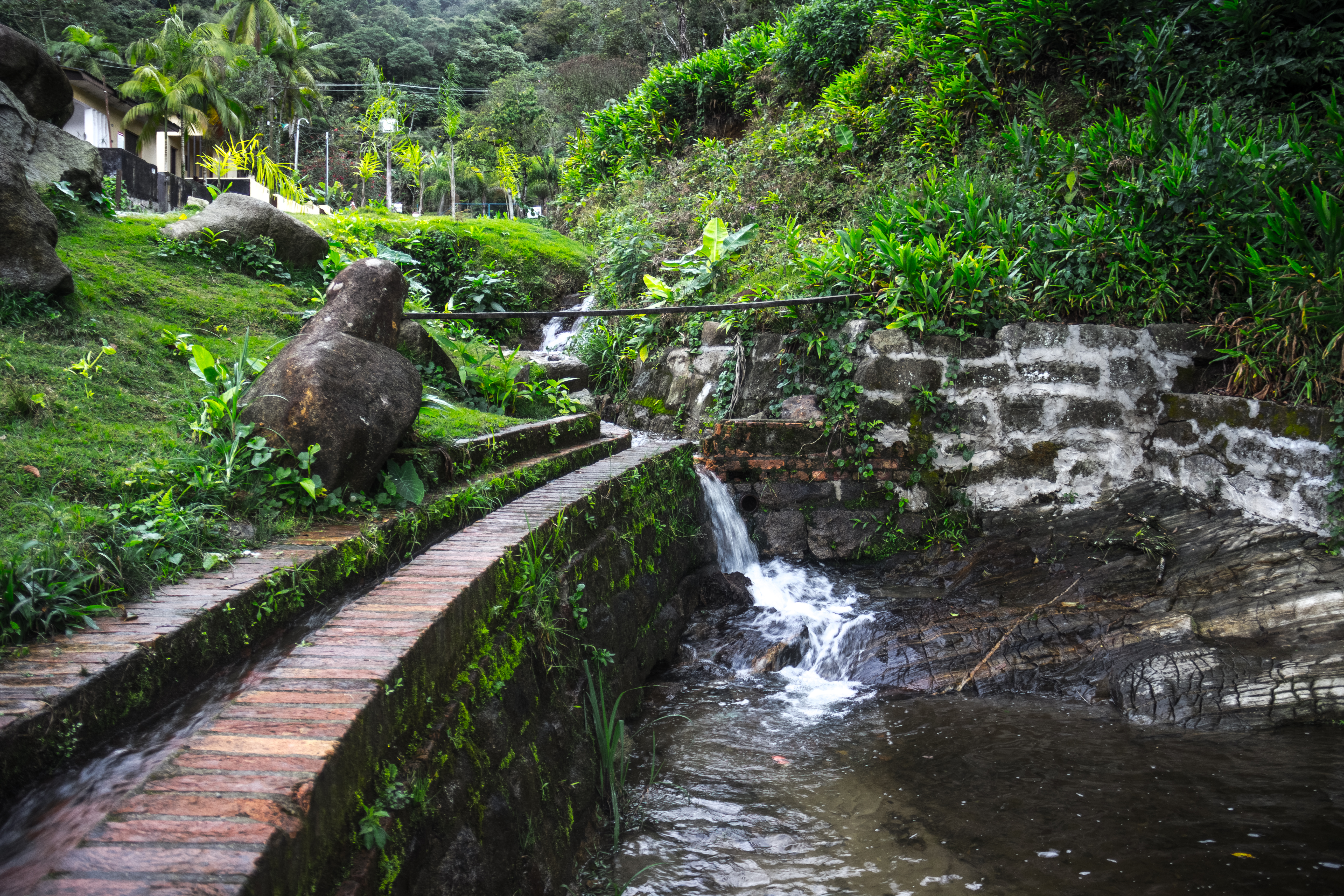
Serra de Paranapiacaba

Der Weg selbst begann in Piaçaguera und führte über die Serra de Paranapiacaba (pê-rá-ñái-piâ-quâb-a, „Hafenüberquerung“ oder „Hafenweg“) bis zur Serra do Mar, durchquerte die Gyoapé-Felder und überquerte die Flüsse Jurubatuba-Mirim und Jurubatuba-Açu, bis er auf die Quellen des alten Tamanduateí-Flusses (bzw. seines Zuflusses Ribeirão dos Meninos) im heutigen São Bernardo do Campo traf. Von dort führte der Weg bis zum Anhangabaú, der den Zugang zu mehreren Dörfern ermöglichte. Dazu gehörte auch das Dorf des Häuptlings Tibiriçá, des Schwiegervaters des Portugiesen João Ramalho, das auf dem Hügel des heutigen Pátio do Colégio im historischen Zentrum von São Paulo lag.

## Kriegsbedingte Schließung
Ein Teil des Weges in der Nähe des Gebirgskamms oder flussabwärts (unterhalb der Flüsse Jurubatuba-Açu und Jurubatuba-Mirim) wurde ab 1554 mit dem Ausbruch des Krieges der Confederação dos Tamoios gegen Portugiesen und Tupinambá von den rebellischen Tupiniquim kontrolliert. Diese kämpften zusammen mit den Tupinambá und den Carijós gegen die Portugiesen und wehrten sich gegen die Kolonisierung des Territoriums ihrer Vorfahren (die tá.mõi – die „Großväter“ oder früheren Besitzer des Landes). Im Januar 1532 stieg der Hauptmann Martim Afonso de Sousa (dem 1533 nach seiner Rückkehr nach Portugal das Kapitanat von São Vicente verliehen wurde) mit Hilfe von João Ramalho und Tibiriçá auf diesem Weg auf die Hochebene.
Aus Angst vor Angriffen der Carijó, die die Gegend von Cananeia bewohnten, ordnete Martim Afonso jedoch an, die Straße zu sperren und den Zugang zum Hinterland zu verbieten. Denn es gab Gerüchte, dass europäische Entdecker angegriffen und gefressen wurden. Der Abschnitt über die Serra de Paranapiacaba, der zu diesem Zeitpunkt bereits gemieden wurde, wurde für die Portugiesen äußerst gefährlich, da er von dem Tupiniquim-Indianer Araraí, dem Bruder des Stammeshäuptlings Tibiriçá, kontrolliert wurde. Araraí und Piquerobi (ebenfalls Bruder von Tibiriçá) waren zunächst mit den Portugiesen befreundet. Ihre Freundschaft endete 1554, als sie von Aimberê überzeugt wurden, gegen die Invasoren Krieg zu führen. Araraí und Piquerobi hatten die wahre Absicht der Portugiesen erkannt, die Eingeborenen zu versklaven, und beschlossen, den Widerstand der Tamoia zu unterstützen und sich den Tupinambá und den Carijó anzuschließen.
Im Jahr 1560, als die Portugiesen von den Tamoia in die Enge getrieben wurden, ordnete der damalige Generalgouverneur (Vizekönig) von Brasilien Mem de Sá erneut die Schließung der Straße an und drohte Zuwiderhandelnden mit der Todesstrafe.

## Neueröffnung der Alternativroute
Die Straße war bis 1554 intensiv genutzt worden. Nach ihrer Schließung wegen des Tamoio-Krieges eröffnete Salvador Pires im Auftrag des Priesters Manuel da Nóbrega einen neuen Weg, der unter dem Namen Caminho do Padre José de Anchieta bekannt wurde, da er oft von dem jesuitischen Missionar José de Anchieta benutzt wurde.

## Historische Liste der Verbindungen zwischen Küstenebene und Hochebene von São Paulo
vorkolumbianisch und Kolonialzeit: Peabiru-Weg
- 1554: Caminho do Padre José de Anchieta
- 1792: Calçada do Lorena
- 1844: Rodovia Caminho do Mar
- 1844: Estrada da Maioridade
- 1864: Estrada do Vergueiro
- 1913: Rodovia Caminho do Mar
- 1867: Bahnlinie Santos-Jundiaí
- 1947/1953: Rodovia Anchieta
- 1974/2002: Rodovia dos Imigrantes